# Système informatisé de recueil de données
Le Système informatisé de recueil de données (SIREDO) est un système informatisé français de recueil, de transmission, de concentration et de présentation des données sur le trafic routier.

## Fonctionnement du système
SIREDO comprend environ 3000 stations de recueil de mesures SOL2 qui ont été déployées par l'État à partir des années 1990 sur l'ensemble du réseau routier et autoroutier français.
Ce système de recueil et le réseau de maintenance associés sont organisés de façon pyramidale (départemental, régional, national).
Une station SIREDO SOL2 est un élément du système national d’information sur le trafic routier. C'est un équipement dynamique routier, soumis à des normes de communication et aux règles EQUIDYN qui permettent une interopérabilité entre tous les équipements et tous les constructeurs qui respectent ces normes.
Le logiciel Mélodie peut se connecter automatiquement et dialoguer avec les divers équipements du système SIREDO (SOL2, MI), collecter les mesures, et alimente et maintient une base locale de mesures routières et des configurations des équipements.
Le logiciel ARPEGES permet des traitements statistiques sur la base de données constituée par Mélodie.
Les concentrateurs (MI - Module d'Intercommunication) sont situés au niveau régional dans un CRICR, un CIGT ou un concessionnaire d'autoroute à péage : Un MI récupère les mesures de trafic élaborées par les stations SOL2 de sa région (réseau routier et autoroutier), stocke ces données et les rediffuse ou en permet l'accès à d'autres partenaires, jouant ainsi le rôle de collecteur, gestionnaire, diffuseur et serveur d'information. L'association de l'ensemble des bases régionales est réalisée automatiquement par interconnexion des MI, une trentaine actuellement, et constitue la base de données nationale ; il est possible de visualiser en temps réel l'ensemble du trafic routier français.

## Fonctionnement de la station de recueil de mesures SOL2

Boucles à induction sur une chaussée à 2 voies

SOL2 se compose d'un coffret UMT (Unité de Mesure et de Transmissions) associé à des UD (unité de Détection).
La plupart des UD actuelles sont constituées de capteurs-détecteurs à boucles électromagnétiques placées sous la chaussée, reliées à l'UMT, elle-même généralement reliée via un modem à un poste informatique central exploité par le Centre d'ingénierie et de gestion du trafic (CIGT) et/ou par la Cellule départementale d'exploitation et de sécurité (CDES).
La boucle électromagnétique de présence est constituée de quelques spires (de 2 à 4) de câble de cuivre ordinaire. Cette boucle est la partie inductive d'un circuit oscillant entretenu et contenu dans le détecteur (UD). Lorsqu'un véhicule passe à la verticale de la boucle, ses parties métalliques en mouvement modifient l'inductance de la boucle, ce qui fait varier les caractéristiques de l'oscillation. Ceci permet de repérer précisément quand le véhicule entre et quand il sort de la zone de détection. Certaines boucles spéciales réagissent aux seuls passages d'essieux, d'autres ont une géométrie et une sensibilité telle qu'une analyse de forme du signal produit permet, par comparaison avec une bibliothèque, d'identifier le type de véhicule.
La pose de capteurs à boucles se distingue sur la chaussée par le découpage d'un rectangle d'environ deux mètres sur un mètre cinquante (la quasi-totalité de la largeur des voies) et sur une profondeur d'environ sept centimètres.

## Informations possibles
En plus du comptage routier simple, d'autres informations peuvent être élaborées suivant le type et le nombre de capteurs utilisés par l'UD dans la station :
- le nombre d'essieux ;
- le type de véhicule (véhicule léger, poids lourd, etc.) ;
- la vitesse de passage ;
- la distance entre véhicule ;
- le taux d'occupation de la voie ;
- etc.

De plus, un comptage temporaire à l'aide de tubes pneumatiques cloués sur la chaussée permet de compléter dans ARPEGE les informations statistiques sur le trafic global.